# Syringetin

Strukturformel för syringetin.

Syringetin (3,4',5,7-tetraahydroxi-3',5'-dimetoxiflavon eller IUPAC 3,5,7-trihydroxi-2-(4-hydroxi-3,5-dimetoxifenyl)kromen-4-on) är en flavonol (en klass av flavonoider). 
Biosyntesen av syringetin sker genom metylering av laricitrin .
Syringetin förekommer hos många växter (bland annat i livsmedel som rödvin och röda vindruvor) och verkar som antioxidant.